# Vlădnicele, Neamț
Vlădnicele este un sat în comuna Stănița din județul Neamț, Moldova, România. Satul este format din Vlădnicele și cătunul Răzăși.
 Acest articol despre o localitate din județul Neamț este deocamdată un ciot. Puteți ajuta Wikipedia prin completarea lui.